# Терзић
Терзић је босанско - српско презиме, настало од речи терзија. Значајни људи са овим презименом су:
- Аднан Терзић (рођен 1960), босанскохерцеговачки политичар
- Алекса Терзић (рођен 1999), српски фудбалер
- Амела Терзић (рођена 1993), српска тркачица на средње стазе
- Борислав Терзић (рођен 1991), српски фудбалер
- Велимир Терзић (1908–1983), капетан Југословенске народне армије, партизански генерал и историчар
- Зоран Терзић (рођен 1966), српски одбојкаш
- Звездан Терзић (рођен 1966), српски фудбалер
- Милош Терзић (рођен 1987), српски одбојкаш
- Милош Терзић (рођен 1988), српски политичар
- Мирсад Терзић (рођен 1983), босански рукометаш
- Никола Терзић (рођен 2000), српски фудбалер